# Patrick Harvey
Patrick Harvey es un actor irlandés-australiano, conocido por haber interpretado a Connor O'Neill en la serie Neighbours.

## Carrera
En el 2000 dio vida a Michael Nelson en la serie policíaca Blue Heelers.
En el 2001 apareció en tres episodios de la serie infantil The Saddle Club donde interpretó a Jake.
El 19 de abril de 2002 se unió al elenco principal de la serie australiana Neighbours donde interpretó al intrépido Connor O'Neill hasta el 30 de mayo de 2006 luego de que su personaje decidiera irse de viaje. Patrick regresó a la serie como invitado el 30 de octubre de 2012 y su última aparición fue el 27 de noviembre del mismo año luego de que su personaje decidiera mudarse a Lorne, Australia para estar cerca de su hija Maddie Lee.
En el 2009 apareció en la serie policíaca Rush donde dio vida a Stuart Tibbs.
En el 2010 apareció como invitado en la serie policíaca City Homicide donde interpretó a Darren Jacobs.

## Filmografía
Series de televisión
| Año               | Título          | Personaje      | Notas                        |
| ----------------- | --------------- | -------------- | ---------------------------- |
| 2002 - 2006, 2012 | Neighbours      | Connor O'Neill | 186 episodios                |
| 2012              | Mrs Bigss       | Lenny Clarke   | episodio # 1.4               |
| 2010              | City Homicide   | Darren Jacobs  | episodio "The Price of Love" |
| 2009              | Rush            | Stuart Tibbs   | episodio # 2.1               |
| 2001              | The Saddle Club | Jake           | 3 episodios                  |
| 2000              | Blue Heelers    | Michael Nelson | episodio "Bloodlines"        |

Películas
| Año  | Título          | Personaje | Notas                                                                                           |
| ---- | --------------- | --------- | ----------------------------------------------------------------------------------------------- |
| 2011 | Bush Weed       | -         | junto a Ashley Zukerman & Peter Phelps                                                          |
| 2008 | Valentine's Day | Gary      | junto a Rhys Muldoon, Simon Lyndon, Anita Hegh, Freya Stafford, Roy Billing & Jacinta Stapleton |

Escritor
| Año  | Obra                                              | Notas           |
| ---- | ------------------------------------------------- | --------------- |
| 2007 | Table for Two: Blind Date / What to do with Harry | obra - escritor |

- Apariciones.:

| Año  | Programa           | Notas                                          |
| ---- | ------------------ | ---------------------------------------------- |
| 2006 | Friday Night Games | 3 episodios - concursante - equipo "Brunettes" |

Teatro
| Año  | Obra                   | Personaje | Director (a) | Teatro            | Notas                                                  |
| ---- | ---------------------- | --------- | ------------ | ----------------- | ------------------------------------------------------ |
| 2011 | The Sum of Us          | Jeff      | Denis Moore  | Playhouse Theatre | junto a Nell Feeney, John Jarratt & Glenn van Oosterom |
| 2007 | Cinderella             | Dandini   | -            | -                 | junto a Shinead Byrne & Aidan O'Neill                  |
| 2006 | Vegemite Tales         | -         | -            | -                 | junto a Sarah Mcglade                                  |
| 2005 | Great Procrastinations | -         | -            | Fitzroy Theatre   | -                                                      |

## Premios y nominaciones
| Año  | Categoría                    | Premio      | Serie      | Resultado |
| ---- | ---------------------------- | ----------- | ---------- | --------- |
| 2003 | Most Popular New Male Talent | Logie Award | Neighbours | Ganador   |